# فلورنسا أوير
فلورنسا أوير (بالإنجليزية: Florence Auer)‏ (3 مارس 1880 - 14 مايو 1962) ممثلة ومسرحية أمريكية في عصر السنيما الصامته امتد مشوارها المهني لأكثر من 5 عقود.

## روابط خارجية
- فلورنسا أوير على موقع IMDb (الإنجليزية)
- فلورنسا أوير على موقع ألو سيني (الفرنسية)
- فلورنسا أوير على موقع أول موفي (الإنجليزية)
- فلورنسا أوير على موقع قاعدة بيانات برودواي على الإنترنت (الإنجليزية)
- فلورنسا أوير على موقع قاعدة بيانات الأفلام السويدية (السويدية)
- فلورنسا أوير على موقع قاعدة بيانات الفيلم (الإنجليزية)
- فلورنسا أوير على موقع كينوبويسك (الروسية)
- Image Archive at NYPL Digital Gallery